# Rhantus vermiculatus
Rhantus vermiculatus är en skalbaggsart som beskrevs av Victor Ivanovitsch Motschulsky 1860. Rhantus vermiculatus ingår i släktet Rhantus och familjen dykare. Inga underarter finns listade i Catalogue of Life.